# Pistol (stea)
Steaua Pistol (sau V4647 Sgr) este una dintre stelele cele mai masive din Galaxia Noastră, în constelația Săgetătorul. Este o hipergigantă albastră situată la o distanță de 26.000 de ani-lumină de Terra, aproape de centrul Galaxiei Noastre. Are o luminozitate echivalentă a 5 milioane de Sori și consumă în șase secunde atâta energie cât steaua noastră într-un an. Cu toate acestea, steaua Pistol este invizibilă cu telescopul optic, doar instrumentele cu infraroșu pot să o observe, din cauza puternicei prezențe a prafului interstelar din vecinătatea sa.
Studii ale luminozității stelei Pistol au arătat că este una dintre cele mai masive observate vreodată. A fost comparată cu o altă stea, de același tip: Eta Carinae. Acest gen de stea este cunoscut ca un stadiu evolutiv denumit în engleză Luminous Blue Variable (în română: Variabilă luminoasă albastră), care se caracterizează prin mari erupții, înainte de a evolua spre stadiul Wolf-Rayet.

## Caracteristici fizice
Steaua Pistol este o hipergigantă variabilă albastră, cu un diametru de 557.073.600 de kilometri, temperatura sa atinge 35.000 K, iar ea este de 150 de ori mai masivă. Se găsește la 26.000 de ani-lumină de Pământ, în centrul Căii Lactee, în constelația Săgetătorul.

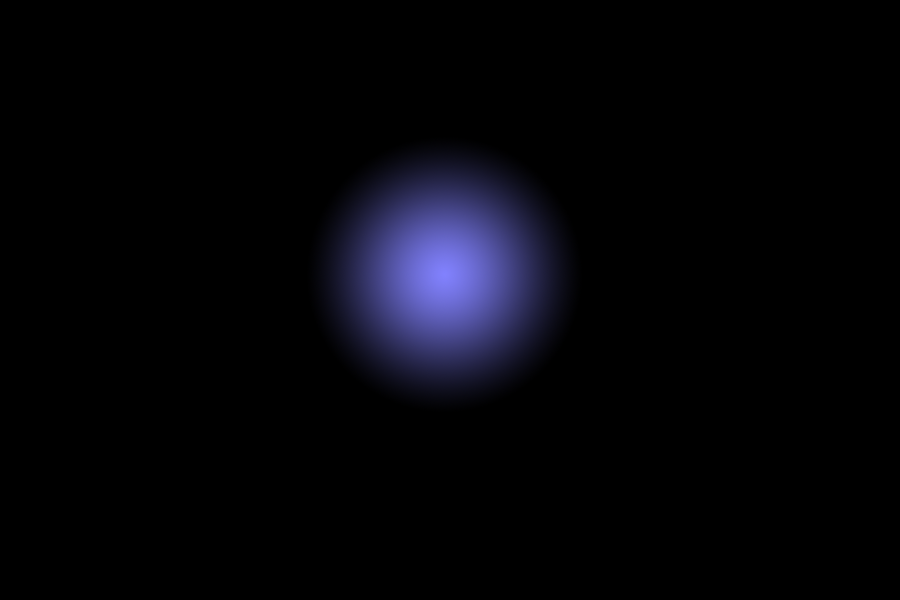
Reprezentarea stelei Pistol.

Totuși, influența rotației și absența datelor privitoare la înclinația stelei Pistol în raport cu Pământul mențin incertitudini asupra adevăratei sale mase. De atunci au fost descoperite stelele WR 20a și NGC 3603 A1, prin metode directe, ca fiind cele mai masive stele cunoscute în prezent.